# Vladislav Gavrikov
Vladislav Andrejevič Gavrikov (rusky Владислав Андреевич Гавриков; * 21. listopadu 1995 Jaroslavl) je profesionální ruský hokejový obránce momentálně hrající v týmu Los Angeles Kings v severoamerické lize NHL. Stejný klub ho v roce 2015 draftoval v 6. kole jako 159. celkově. Na ZOH 2018 získal získal s týmem ruských sportovců zlatou medaili.

## Statistiky

### Klubové statistiky
| Sezóna      | Klub                  | Soutěž      |     | Základní část | Základní část | Základní část | Základní část | Základní část |   | Play off | Play off | Play off | Play off | Play off |
| Sezóna      | Klub                  | Soutěž      | Z   | G             | A             | B             | TM            | Z             | G | A        | B        | TM       |          |          |
| 2011–12     | Loko Jaroslavl        | MHL         | 8   | 1             | 1             | 2             | 4             | 2             | 0 | 0        | 0        | 0        |          |          |
| 2012–13     | Loko Jaroslavl        | MHL         | 47  | 3             | 3             | 6             | 18            | —             | — | —        | —        | —        |          |          |
| 2013–14     | Loko Jaroslavl        | MHL         | 45  | 3             | 9             | 12            | 28            | 7             | 0 | 2        | 2        | 4        |          |          |
| 2014–15     | Loko Jaroslavl        | MHL         | 16  | 1             | 6             | 7             | 16            | 5             | 0 | 0        | 0        | 2        |          |          |
| 2014–15     | Lokomotiv Jaroslavl   | KHL         | 16  | 0             | 1             | 1             | 4             | 4             | 0 | 0        | 0        | 0        |          |          |
| 2014–15     | HC Rjazaň             | VHL         | 11  | 1             | 2             | 3             | 4             | —             | — | —        | —        | —        |          |          |
| 2015–16     | Lokomotiv Jaroslavl   | KHL         | 42  | 3             | 4             | 7             | 18            | 5             | 1 | 0        | 1        | 2        |          |          |
| 2016–17     | Lokomotiv Jaroslavl   | KHL         | 54  | 3             | 4             | 7             | 38            | 15            | 1 | 4        | 5        | 14       |          |          |
| 2017–18     | SKA Petrohrad         | KHL         | 50  | 5             | 9             | 14            | 26            | 15            | 1 | 4        | 5        | 2        |          |          |
| 2018–19     | SKA Petrohrad         | KHL         | 60  | 5             | 15            | 20            | 10            | 18            | 1 | 0        | 1        | 0        |          |          |
| 2018–19     | Columbus Blue Jackets | NHL         | —   | —             | —             | —             | —             | 2             | 0 | 0        | 0        | 0        |          |          |
| 2019–20     | Columbus Blue Jackets | NHL         | 69  | 5             | 13            | 18            | 18            | 10            | 1 | 2        | 3        | 6        |          |          |
| 2020–21     | Columbus Blue Jackets | NHL         | 55  | 2             | 10            | 12            | 14            | —             | — | —        | —        | —        |          |          |
| 2021–22     | Columbus Blue Jackets | NHL         | 80  | 5             | 28            | 33            | 68            | —             | — | —        | —        | —        |          |          |
| 2022–23     | Columbus Blue Jackets | NHL         | 52  | 3             | 7             | 10            | 30            | —             | — | —        | —        | —        |          |          |
| 2022–23     | Los Angeles Kings     | NHL         | 20  | 3             | 6             | 9             | 8             | 6             | 0 | 1        | 1        | 0        |          |          |
| 2023–24     | Los Angeles Kings     | NHL         | 77  | 6             | 17            | 23            | 28            | 5             | 0 | 2        | 2        | 2        |          |          |
| 2024–25     | Los Angeles Kings     | NHL         | 82  | 5             | 25            | 30            | 28            | 6             | 0 | 2        | 2        | 2        |          |          |
| KHL celkově | KHL celkově           | KHL celkově | 222 | 16            | 33            | 49            | 96            | 57            | 4 | 8        | 12       | 18       |          |          |
| NHL celkově | NHL celkově           | NHL celkově | 435 | 29            | 106           | 135           | 194           | 29            | 1 | 7        | 8        | 10       |          |          |

### Reprezentační statistiky
| Rok                            | Tým                            | Soutěž                         | Z  | G | A | B | TM |
| ------------------------------ | ------------------------------ | ------------------------------ | -- | - | - | - | -- |
| 2012                           | Rusko                          | U17                            | 5  | 1 | 1 | 2 | 0  |
| 2012                           | Rusko                          | HGC                            | 3  | 1 | 0 | 1 | 0  |
| 2013                           | Rusko                          | MS18                           | 7  | 0 | 0 | 0 | 27 |
| 2015                           | Rusko                          | MSJ                            | 7  | 0 | 0 | 0 | 0  |
| 2017                           | Rusko                          | MS                             | 9  | 1 | 1 | 2 | 2  |
| 2018                           | OAR                            | ZOH                            | 6  | 2 | 1 | 3 | 6  |
| 2018                           | Rusko                          | MS                             | 8  | 0 | 1 | 1 | 2  |
| 2019                           | Rusko                          | MS                             | 10 | 0 | 0 | 0 | 4  |
| 2021                           | ROV                            | MS                             | 8  | 0 | 2 | 2 | 0  |
| Juniorská reprezentace celkově | Juniorská reprezentace celkově | Juniorská reprezentace celkově | 22 | 2 | 1 | 3 | 27 |
| Seniorská reprezentace celkově | Seniorská reprezentace celkově | Seniorská reprezentace celkově | 41 | 3 | 5 | 8 | 14 |